# 巫馬姓
巫馬姓為漢字複姓。巫馬，是周朝一種負責照顧馬的官名，相当于兽医。後人以其祖先的官职為姓氏，遂稱巫馬姓。但在周朝後，巫馬一姓逐漸減少，是因為大部分都改為巫姓或馬姓了。

## 郡望
- 鲁国郡：西汉时设置，曹魏时改为鲁郡。在今山东曲阜、泗水一代。

## 延伸阅读
[在维基数据编辑]
 《百家姓》
 《欽定古今圖書集成·明倫彙編·氏族典·巫馬姓部》，出自陈梦雷《古今圖書集成》